# 外型-降冰片
外型-降冰片（英語：exo-Norborneol）是一种仲醇，包含降冰片烷骨架。它是可商购的。这种无色的化合物可以由降冰片烷和甲酸反应形成exo-甲酸降冰片酯，再将其脱水而成。